# Miguel IV de Constantinopla
Miguel IV Autoriano (en griego: Μιχαήλ Ἀυτωρειανός; ¿? - 26 de agosto de 1212) fue el patriarca de Constantinopla desde 1206 hasta su muerte en 1212.

## Biografía
Miguel era un hombre culto y miembro del círculo literario de Eustacio de Tesalónica. En la jerarquía eclesiástica, había alcanzado el puesto de gran sacelario en el momento del saqueo de Constantinopla por la Cuarta Cruzada en 1204. Según una carta escrita por Juan Apocauco en 1222, fue nombrado obispo de Amastris, pero David Comneno rechazó su nominación como una violación de su soberanía. En 1208 fue nombrado patriarca por Teodoro I Láscaris, en sucesión de Juan X, que había muerto en 1206. Láscaris había establecido un estado sucesor griego bizantino en Asia, el Imperio de Nicea, y había tratado de persuadir a Juan X para que se uniera a él, pero se había negado debido a la vejez y murió poco después.
Poco después de su nombramiento, el 20 de marzo de 1206, Miguel IV realizó la coronación de Teodoro Láscaris como emperador (Láscaris ya había sido aclamado emperador en 1205). También tomó la movida muy inusual, contrariamente a la tradición bizantina y la doctrina ortodoxa, de la promesa de remisión de los pecados a los soldados de Láscaris que cayeron en batalla. Sin embargo, parece que esta promesa fue de corta duración. Murió en Nicea el 26 de agosto de 1212.